# Proasellus
Proasellus és un gènere de crustacis isòpodes pertanyent a la família dels asèl·lids.

## Distribució geogràfica
Es troba a Europa (com ara, la península Ibèrica, la Gran Bretanya, Bèlgica, França, Suïssa, Itàlia -incloent-hi les illes de Sardenya i Sicília-, Alemanya, Àustria, Eslovàquia, Romania, Eslovènia, Macedònia del Nord, Montenegro, Grècia -incloent-hi l'illa de Creta-, Rússia i Geòrgia), l'Àfrica del Nord (el Marroc, Algèria i Tunísia) i l'Orient Mitjà (Turquia i el Líban).

## Taxonomia
- Proasellus acutianus (Argano & Henry, 1972)[19]
- Proasellus adriaticus (Argano & Pesce, 1979)
- Proasellus alavensis (Henry & Magniez, 2003)
- Proasellus albigensis (Magniez, 1965)
- Proasellus ambracicus (Pesce & Argano, 1980)
- Proasellus amiterninus (Argano & Pesce, 1979)
- Proasellus anophtalmus (Karaman, 1934)
- Proasellus aquaecalidae (Racovitza, 1922)
- Proasellus aragonensis (Henry & Magniez, 1992)
- Proasellus arnautovici (Remy, 1932)
- Proasellus arthrodilus (Braga, 1945)
- Proasellus bagradicus (Henry & Magniez, 1972)
- Proasellus barduanii (Alouf, Henry & Magniez, 1982)
- Proasellus basnosanui (Codreanu, 1962)
- Proasellus bellesi (Henry & Magniez, 1982)
- Proasellus beroni (Henry & Magniez, 1968)
- Proasellus beticus (Henry & Magniez, 1992)
- Proasellus boui (Henry & Magniez, 1969)
- Proasellus cantabricus (Henry & Magniez, 1968)
- Proasellus cavaticus (Leydig, 1871)
- Proasellus chappuisi (Henry & Magniez, 1968)
- Proasellus chauvini (Henry & Magniez, 1978)
- Proasellus claudei (Henry & Magniez, 1996)
- Proasellus coiffaiti (Henry & Magniez, 1972)
- Proasellus collignoni (Magniez & Henry, 2001)
- Proasellus comasi (Henry & Magniez, 1982)
- Proasellus coxalis (Dollfus, 1892)
- Proasellus cretensis (Pesce & Argano, 1980)
- Proasellus danubialis (Codreanu & Codreanu, 1962)
- Proasellus delhezi (Henry & Magniez, 1973)
- Proasellus deminutus (Sket, 1959)
- Proasellus dianae (Pesce & Argano, 1985)
- Proasellus ebrensis (Henry & Magniez, 1992)
- Proasellus elegans (Codreanu, 1962)
- Proasellus escolai (Henry & Magniez, 1982)
- Proasellus espanoli (Henry & Magniez, 1982)
- Proasellus exiguus (Afonso, 1983)
- Proasellus ezzu (Argano & Campanero, 2004)
- Proasellus faesulanus (Messana & Caselli, 1995)
- Proasellus franciscoloi (Chappuis, 1955)
- Proasellus gardinii (Arcangeli, 1942)
- Proasellus gauthieri (Monod, 1924)
- Proasellus gineti (Boulanouar, Boutin & Henry, 1991)
- Proasellus gjorgjevici (Karaman, 1933)
- Proasellus gourbaultae (Henry & Magniez, 1981)
- Proasellus grafi (Henry & Magniez, 2003)
- Proasellus granadensis (Henry & Magniez, 2003)
- Proasellus guipuzcoensis (Henry & Magniez, 2003)
- Proasellus henseni (Magniez & Henry, 2001)
- Proasellus hercegovinensis (Karaman, 1933)
- Proasellus hermallensis (Arcangeli, 1938)
- Proasellus hurki (Magneiz & Henry, 2001)
- Proasellus hypogeus (Racovitza, 1922)
- Proasellus ibericus (Braga, 1946)
- Proasellus infirmus (Birstein, 1936)
- Proasellus intermedius (Sket, 1965)
- Proasellus istrianus (Stammer, 1932)[20]
- Proasellus italicus (Dudich, 1925)
- Proasellus jaloniacus (Henry & Magniez, 1978)
- Proasellus karamani (Remy, 1934)
- Proasellus lagari (Henry & Magniez, 1982)
- Proasellus lescherae (Henry & Magniez, 1978)
- Proasellus leysi (Magniez & Henry, 2001)
- Proasellus ligusticus (Bodon & Argano, 1982)
- Proasellus linearis (Birstein, 1967)
- Proasellus ljovuschkini (Birstein, 1967)
- Proasellus lusitanicus (Frade, 1938)
- Proasellus lykaonicus (Argano & Pesce, 1978)
- Proasellus malagensis (Henry & Magniez, 2003)
- Proasellus maleri (Henry, 1977)
- Proasellus margalefi (Henry & Magniez, 1925)
- Proasellus mateusorum (Afonso, 1982)
- Proasellus meijersae (Henry & Magniez, 2003)
- Proasellus meridianus (Racovitza, 1919)
- Proasellus micropectinatus (Baratti & Messana, 1990)
- Proasellus minoicus (Pesce & Argano, 1980)
- Proasellus monodi (Strouhal, 1942)
- Proasellus monsferratus (Braga, 1948)
- Proasellus montalentii (Stoch, Valentino & Volpi, 1996)
- Proasellus montenigrinus (Karaman, 1934)[21]
- Proasellus navarrensis (Henry & Magniez, 2003)
- Proasellus nolli (Karaman, 1952)
- Proasellus notenboomi (Henry & Magniez, 1981)
- Proasellus orientalis (Sket, 1965)
- Proasellus ortizi (Henry & Magniez, 1992)
- Proasellus oviedensis (Henry & Magniez, 2003)
- Proasellus pamphylicus (Henry, Magniez & Notenboom, 1996)
- Proasellus parvulus (Sket, 1960)
- Proasellus patrizii (Arcangeli, 1952)
- Proasellus pavani (Arcangeli, 1942)
- Proasellus peltatus (Braga, 1944)
- Proasellus phreaticus (Sabater & de Manuel, 1988)
- Proasellus pisidicus (Henry, Magniez & Notenboom, 1996)
- Proasellus polychaetus (Dudich, 1925)
- Proasellus pribenicensis (Flasarova, 1977)[22]
- Proasellus racovitzai (Henry & Magniez, 1972)
- Proasellus rectangulatus (Afonso, 1982)
- Proasellus rectus (Afonso, 1982)
- Proasellus remyi (Monod, 1932)
- Proasellus rouchi (Henry, 1980)
- Proasellus ruffoi (Argano & Campanero, 2004)
- Proasellus similis (Birstein, 1967)
- Proasellus sketi (Henry, 1975)
- Proasellus slavus (Remy, 1948)
- Proasellus slovenicus (Sket, 1957)[23]
- Proasellus solanasi (Henry & Magniez, 1972)
- Proasellus soriensis (Henry & Magniez, 2003)
- Proasellus spelaeus (Racovitza, 1922)
- Proasellus spinipes (Afonso, 1979)
- Proasellus stocki (Henry & Magniez, 2003)
- Proasellus strouhali (Karaman, 1955)
- Proasellus synaselloides (Henry, 1963)
- Proasellus thermonyctophilus (Monod, 1924)
- Proasellus valdensis (Chappuis, 1948)
- Proasellus vandeli (Magniez & Henry, 1969)
- Proasellus variegatus (Afonso, 1982)
- Proasellus vignai (Argano & Pesce, 1979)
- Proasellus vizcayensis (Henry & Magniez, 2003)
- Proasellus vulgaris (Sket, 1965)
- Proasellus walteri (Chappuis, 1948)
- Proasellus winteri (Magniez & Henry, 2001)
- Proasellus wolfi (Dudich, 1925)[24][18][25][26][27][28][29]

## Observacions
Dues de les seues espècies (Proasellus parvulus i Proasellus slovenicus, ambdues endemismes d'Eslovènia) es troben catalogades com a espècies vulnerables a la Llista Vermella de la UICN.